# Арлак, Виолетта
Виолетта (Виоля) Арлак (пол. Violetta Arlak, Viola Arlak, наст. фамилия Змарлак; род. 22 января 1968, Краков, Польша) — польская актриса театра, кино и телевидения.

## Биография
Виолетта Арлак родилась в Кракове. Дебютировала в театре в 1992 году. Она не училась в актёрских школах (троекратно не принята), но в 1995 году сдала актёрский экзамен. Актриса театра им. Стефана Жеромского в Кельце. Выступает в спектаклях «театра телевидения» с 1998 года.

## Избранная фильмография
- 1998 — Ничего / Nic
- 2001 — Канун весны / Przedwiośnie
- 2001 — Привет, Терезка! / Cześć Tereska
- 2001 — Любовные письма / Listy miłosne
- 2002 — День психа / Dzień świra
- 2003 — Варшава / Warszawa
- 2004 — Удары / Pręgi
- 2005 — Несколько человек, мало времени / Parę osób, mały czas
- 2007 — Тайна секретного шифра / Tajemnica twierdzy szyfrów — Эвелина Робак, фольксдойче
- 2007 — Заповедник / Rezerwat
- 2008 — Изолятор / Izolator
- 2012 — Комиссар Блонд и Око справедливости / Komisarz Blond i Oko Sprawiedliwości
- 2014 — Гражданин